# الدوري الأوروغواياني لكرة القدم 2012–13
الدوري الأوروغواياني لكرة القدم 2012–13 (بالإسبانية: Campeonato Uruguayo de Primera División 2012-13)‏ هو الموسم 109 من الدوري الأوروغواياني لكرة القدم. أقيم خلال الفترة 25 أغسطس 2012 وحتى 4 يونيو 2013، وأشرف على تنظيمه اتحاد أوروغواي لكرة القدم، وكان عدد الأندية المشاركة فيه 16، وفاز فيه بنيارول.